# Hektor
Hektor (grč. Ἕκτωρ, Héktôr) u grčkoj mitologiji sin je trojanskog kralja Prijama i Hekabe; jedan od najvećih boraca u Trojanskom ratu.

## Etimologija
Hektorovo ime dolazi od grčke riječi ἔκτωρ = "čvrsto držeći", izvedene od ἔχω = "držati", "posjedovati".

## Trojanski rat

### Borba
Hektor je bio vođa trojanskih snaga u Trojanskom ratu između Ahejaca i Trojanaca. Isprva nije odobravao rat, predložio je da se on riješi dvobojem njegova brata Parisa s Menelajem. Kao što to Homer govori u Ilijadi, sukob je ostao neriješen zbog intervencije bogova.
Poslije ga je njegova žena Andromaha molila da se povuče s bojnog polja, za mir njezine duše i njihova sina Astinaksa. Na posljetku ju je Hektor uvjerio, oprostio se i otišao nadajući se da će se njegov sin jednog dana ponositi svojim ocem.
Hektor je poslije, znajući da mu još nije suđeno umrijeti, izazvao jednog ahejskog ratnika na borbu prsa o prsa. Grci su među sobom izabrali Ajanta te su se oni borili dan i noć, ali nijedan nije uspio svladati drugoga. Na posljetku su pohvalili jedan drugoga, hrabrost i vještinu te razmijenili darove. Hektor je Ajantu darovao svoj mač, a Ajant Hektoru svoj pojas.

### Patroklova smrt
Legenda o Hektoru opisuje ga kao ratnika koji je samo branio svoj narod i svog kralja od najezde barbarskih Grka, čak je i korio svog brata kada je ovaj ležao u svojoj sobi ne boreći se protiv neprijatelja. Govorio je:
Srce mi se para kada čujem, Parise, kako te hrabri trojanski borci kore i proklinju, pođi sa mnom u boj i pokažimo omraženim Grcima da rod slavnog Prijama zna jako udarati mačem.
Kada se Hektor na bojnom polju pojavio sa svojim bratom, oduševljeni Trojanci klicali su njihova imena i taj je dan bio dan velike pobjede trojanske vojske, ovaj put vođene i Parisom, koji se ipak dokazao kao vrsni strijelac ubivši nekolicinu grčkih prvaka.
Uz pomoć Apolona i Euforba, Hektor je uspio ubiti Patrokla misleći da je Ahilej. Zatim mu je skinuo oružje (Patroklo je bio s Ahilejevom opremom) i obukao oklop. Patroklova je smrt bila povod još jednom okršaju. Ahilej je čuo za smrt svog voljenog Patrokla te je preuzeo tijelo, a obje su se vojske odmarale. Patroklova je smrt prekinula Ahilejevu srdžbu zbog koje nije sudjelovao u ratu te je odlučio osvetiti svoga prijatelja. Te su noći Trojanci održali vijeće na kojem su odlučili da će se vratiti zidinama grada gdje će biti sigurniji od Ahileja. Hektor nije htio slušati misleći da su nadomak pobjedi.

### Hektorova smrt
Sljedećeg se dana Hektor suočio s Ahilejem. Bacio je koplje na nj, ali Atena je obmanula Hektora, prerušena u njegova brata Difoba. Hektor je bacio još jedno koplje na Ahileja. Promašivši, okrenuo se da od brata uzme još jedno, ali njega nije bilo. U tom je trenutku shvatio da je to znak da mu nema spasa te je tražio Ahileja da dopusti Prijamu, njegovu ocu, da preuzme njegovo tijelo, ali Ahilej je to odbio.
Ahilej je vidio da nosi Patroklovo, odnosno njegovo oružje te je znao njegove slabosti. Bacio je koplje koje je prošlo kroz jednu pukotinu te je Hektor ubijen. Potom je Ahilej skinuo oružje i oklop s njega i privezao Hektora za svoju kočiju. Sljedećih je dana vukao tijelo oko Troje, ali bogovi su ga očuvali netaknutim. 
Uskoro je došao Prijam da bi preuzeo tijelo. U jednom od najdirljivijih trenutaka Homerove Ilijade, Ahilej pristaje i predaje mu tijelo. U Troji su održane pogrebne počasti, a čak je i sama Helena oplakivala Hektora koji je uvijek prema njoj bio dobar. U posljednjim se stihovima Ilijade opisuje Hektorov pogreb.

## Vanjske poveznice
- Hektor u grčkoj mitologiji (engl.)